# Vaux-devant-Damloup
Vaux-devant-Damloup és un municipi francès situat al departament del Mosa i a la regió del Gran Est. L'any 2007 tenia 71 habitants.

## Demografia

### Població
El 2007 la població de fet de Vaux-devant-Damloup era de 71 persones. Hi havia 25 famílies, de les quals 8 eren unipersonals (8 dones vivint soles i 8 dones vivint soles), 4 parelles sense fills i 13 parelles amb fills.
La població ha evolucionat segons el següent gràfic:
Habitants censats

### Habitatges
El 2007 hi havia 30 habitatges, 26 eren l'habitatge principal de la família, 1 era una segona residència i 2 estaven desocupats. Tots els 30 habitatges eren cases. Dels 26 habitatges principals, 23 estaven ocupats pels seus propietaris i 3 estaven llogats i ocupats pels llogaters; 1 tenia tres cambres, 7 en tenien quatre i 18 en tenien cinc o més. 18 habitatges disposaven pel capbaix d'una plaça de pàrquing. A 8 habitatges hi havia un automòbil i a 17 n'hi havia dos o més.

### Piràmide de població
La piràmide de població per edats i sexe el 2009 era:
| Homes | Edats   | Dones |
| ----- | ------- | ----- |
| 0     | 95 o +  | 0     |
| 0     | 90 a 94 | 0     |
| 0     | 85 a 89 | 0     |
| 0     | 80 a 84 | 0     |
| 0     | 75 a 79 | 0     |
| 0     | 70 a 74 | 0     |
| 0     | 65 a 69 | 0     |
| 4     | 60 a 64 | 0     |
| 4     | 55 a 59 | 4     |
| 0     | 50 a 54 | 4     |
| 8     | 45 a 49 | 8     |
| 0     | 40 a 44 | 0     |
| 0     | 35 a 39 | 0     |
| 0     | 30 a 34 | 4     |
| 8     | 25 a 29 | 0     |
| 0     | 20 a 24 | 0     |
| 4     | 15 a 19 | 0     |
| 0     | 10 a 14 | 4     |
| 0     | 5 a 9   | 0     |
| 0     | 0 a 4   | 0     |

## Economia
El 2007 la població en edat de treballar era de 53 persones, 43 eren actives i 10 eren inactives. De les 43 persones actives 41 estaven ocupades (25 homes i 16 dones) i 2 estaven aturades (2 dones i 2 dones). De les 10 persones inactives 1 estava jubilada, 5 estaven estudiant i 4 estaven classificades com a «altres inactius».

## Poblacions més properes
El següent diagrama mostra les poblacions més properes.